# 劉康嬪
劉康嬪（？—？），名失考，錦衣衛帶俸百戶劉相之女，明朝明世宗朱厚熜之嬪。

## 生平
劉氏的出生、入宮及去世時間均無考。嘉靖四十年（1561年）四月二十日，常嬪張氏薨逝，詔喪儀如康嬪劉氏例。嘉靖四十二年（1563年）八月初一日，未封宮御武氏去世，追封為常嬪，喪禮依照劉康嬪之例辦理。有學者認為當時的慣例是每個未封妃嬪薨逝之後，其喪葬儀式依照前一人之例舉行，因此康嬪之例應該沒有理由出現兩次，並推斷當中的一次應該是按照嘉靖三十八年十一月去世的常嬪劉氏之例辦理，但是誤寫為按照劉康嬪之例辦理。嘉靖四十四年（1565年）十二月二十三日，給劉康嬪之父錦衣衛帶俸百戶劉相房價銀一千二百兩。去世後，劉康嬪葬於西山紅石口。《太常續考》謂：「常嬪劉氏、常嬪楊氏、常嬪張氏、宜妃于氏、康嬪劉氏、常嬪傅氏、常嬪張氏、常嬪楊氏、常嬪劉氏，以上九妃嬪共一墓」。